# Sportbrüder Bydgoszcz
KS Sportbrüder Bydgoszcz – niemiecki klub sportowy działający w Bydgoszczy od 1914 r.

## Historia
Klub został założony w czerwcu 1914 r. pod nazwą SC Sportbrüder Bromberg. Sportbrüder posiadał sekcje piłki nożnej, lekkiej atletyki i tenisa. Jeszcze w sezonie 1922 grał w niemieckim związku Baltischer Rasen- und Wintersport-Verband (BRWV). W sezonie 1924 grał już w klasie B Toruńskiego Związku Okręgowego Piłki Nożnej (TZOPN). Niektóre polskie kluby z Bydgoszczy, które powstały po powrocie miasta do Polski w 1920 roku, rozgrywały swoje pierwsze mecze przeciwko KS Sportbrüder: Brda Bydgoszcz 15 maja 1924r. (7:0), Sokół I Bydgoszcz 14 września 1924 r. (4:0) i Unia Solec Kujawski w tym samym roku (0:7). Sekcje piłkarską rozwiązano na początku 1925 roku. Reaktywowana ją na krótko w 1928 roku.